# گیل یونگ-آه
گیل یونگ-آه (انگلیسی: Gil Young-ah؛ زادهٔ ۱۱ آوریل ۱۹۷۰) بدمینتون‌باز اهل کره جنوبی است.